# Alvar Aalto
Alvar Aalto (teljes nevén: Hugo Alvar Henrik Aalto) (Kuortane, 1898. február 3. – Helsinki, 1976. május 11.) finn építész és formatervező, várostervező.

## Élete
Az akkoriban az Orosz Birodalomhoz tartozó Finnországban született. Apja, Johan Henrik Aalto, finn anyanyelvű földmérő, anyja, Selly (Selma) Matilda (szül. Hackstedt) svéd anyanyelvű postamester volt. Amikor Aalto öt éves volt, a család Alajärviba költözött, majd onnan a Közép-Finnországi Jyväskyläba . Aalto a jyväskyläi líceumban tanult, ahol az alapfokú oktatásban 1916-ban végzett, utána rajzleckéket vett Jonas Heiska helyi művésztől. 1916-ban beiratkozott a Helsinki Műszaki Egyetemre építészetet tanulni. Tanulmányait a finn polgárháború szakította meg, amelyben a Fehér Gárda oldalán harcolt. Részt vett a länkipohjai csatában és a tamperei csatában.
Az első házat még diákként építette a szülei számára Alajärviban. Folytatva tanulmányait 1921-ben szerzett diplomát. 1922 nyarán elkezdte hivatalos katonai szolgálatát, elvégezte a haminai tartalékos tiszti tanfolyamot. és 1923 júniusában alhadnaggyá léptették elő.
1920-ban, még diákkorában került sor Aalto első külföldi útjára. Stockholmon keresztül Gothenburgba utazott, ahol rövid ideig Arvid Bjerke építésznél talált munkát. 1922-ben kiállította első önálló munkáját a tamperei ipari kiállításon.
1923-ban visszatért Jyväskyläba, ahol önálló építészirodát nyitott. Ezzel Remus álnéven párhuzamosan cikkeket írt a Sisä-Suomi helyi újságba. Több kis családi házat tervezett Jyväskyläban, és az iroda egyre több munkát kapott.
1924. október 6-án Aalto házasságot kötött Aino Marsio építésszel; a mézesheteket Olaszországban töltötték, ahova Aalto első ízben jutott el. A mediterrán régió kultúrája egész életében fontos maradt Aalto számára. Visszatérésük után folytatták a helyi építési projekteket. A Jyväskyläi Munkásklub számos olyan építészeti elemet tartalmaz, amelyet olasz útjuk során tanulmányoztak, például a fesztiválcsarnok díszítései a firenzei Rucellai Sepulchre mintájára készültek.
Miután megnyerték a Délnyugat-Finnországi Following Mezőgazdasági Szövetkezet épületére kiírt pályázatot, az Aalto család 1927-ben Turkuba költöztette irodáját. Még költözés előtt kapcsolatba léptek a város legprogresszívabb építészével, Erik Bryggmannal, és utána együttműködtek vele. Aalto életrajzírója, Göran Schildt, azt állította, hogy Bryggman volt az egyedüli építész, akivel Aalto magával egyenrangúként működött együtt. Miután egyre több munkát kaptak a fővárosban, az Aalto-iroda 1933-ban újra elköltözött, ezúttal Helsinkibe.
Az Aalto házaspár egy lakással kombinált irodát tervezett és épített magának 1935–36-ban Munkkiniemiben, de később, 1954–56-ban külön irodát építettek ugyanazon a környéken. Ma az előbbi múzeumként működik, utóbbi az Alvar Aalto Akadémiának ad helyet. 1926-ban a fiatal Aalto-házaspár egy nyaralót tervezett és épített magának Alajärviban. Aino Aalto rákban halt meg 1949-ben. Két gyermekük született, Johanna (1925) és Hamilkar (1928). Aalto tervezte a finn pavilont az 1937. évi párizsi, majd az 1939. évi New York-i világkiállításra.
Előbb 1940-ben, majd 1946–1947-ben vendégprofesszori megbízást kapott a Massachusetts Institute of Technology-n (Cambridge, Amerikai Egyesült Államok). Az 1950-es években tervezett vörös téglás épületei is elismerést váltottak ki. Talán a leghíresebb a helsinki Kultúra Háza, de a Helsinki Műegyetem (Teknillinen Korkeakoulu (TKK), mely nevével ellentétben Espooban található) épületegyüttese is figyelemre méltó.
1952-ben Aalto házasságot kötött Elissa Mäkiniemi építésszel, aki az irodájában asszisztensként dolgozott. 1952-ben Aalto egy nyaralót tervezett és épített saját maga és új felesége számára, az úgynevezett Kísérleti Házat Muuratsalóban. 1955-től a Finn Akadémia tagja. Életének utolsó három évtizedében Helsinkiben élt és dolgozott.
Alvar Aalto 1976. május 11-én hunyt el Helsinkiben, sírja a helsinki Hietaniemi temetőben található. Felesége és az iroda folytatták a megkezdett munkákat. 1978-ban a Finn Építészeti Múzeum nagyszabású kiállítást rendezett Aalto munkáiból.

## Építészeti pályafutása

### Klasszicizmus
Annak ellenére, hogy néha az északi modernizmus első és legbefolyásosabb építészei egyikének tekintik, a tények alaposabb vizsgálata azt mutatja, hogy Aalto (finnországi úttörőként) közelről követte a svédországi úttörőket, és kapcsolatban állt velük, különösen Erik Gunnar Asplunddal és Sven Markeliusszal. Ami közös volt mindannyiukban és általában az északi országok ezen nemzedékében, hogy a klasszikus neveléstől indultak, és eleinte klasszikus épületeket terveztek, amit azonban a történészek északi klasszicizmusnak neveznek. Ez a stílus a korábban egyeduralkodó nemzeti romantikára volt válasz, mielőtt az 1920-as évek vége felé továbbléptek a modernizmus felé. Amikor 1923-ban visszatért Jyväskyläba és családi házakat tervezett, ezek mind északi klasszicista stílusúak voltak, például az anyja unokatestvére számára épített kúriaszerű ház Töysában (1923), egy nyaraló a jyväskyläi rendőrfőnöknek (1923) és az Alatalo gazdaság Tarvaalában (1924). Ebben az időszakban építette első középületeit, a jyväskyläi Munkásklubot (1925), a jyväskyläi véderő épületét (1926) és a seinäjoki véderő épületét (1924-29). Aalto több pályázaton is részt vett, amelyeket nagy presztízsű középületekre írtak ki, beleértve a finn parlament épületét (1923 és 1924), a helsinki egyetem bővítését (1931) valamint a Nemzetek Szövetsége épületét Genfben (1926-27). Az írást tekintve ez volt a legtermékenyebb időszaka, cikkei jelentek meg szaklapokban és újságokban.

### Funkcionalizmus
A klasszicizmus és a modernizmus közötti váltást Aalto megközelítésében a viipuri könyvtár fémjelzi (1927–35), amelynek során a pályázati tervjavaslat még valódi klasszikus volt, a befejezett épület már ultramodern lett. A humanista megközelítés szép példája a könyvtár: a belsejét természetes anyagok, meleg színek és hullámozó vonalak jellemzik. Finanszírozási gondok miatt a könyvtár építése nyolc évig tartott, és ugyanebben az időben Aalto megtervezte a turkui Sanomat épületet (1929–30) és a paimiói szanatóriumot (1929–32). Több tényező is hozzájárult Aalto modernizmus felé irányításához: egyrészt a nemzetközi trendek elsajátítása, másrészt az építési projektek során maguk az ügyfelek adtak lehetőséget a kísérletezésre. Noha a Sanomat épület és a paimiói szanatórium viszonylag tisztán modernista művek, magukban hordozták az ortodox modernizmus megkérdőjelezését is valamint az elmozdulást egy merészebb, szintetizáló megközelítés felé. A paimiói szanatórium tervezési alapelgondolása a Jan Duiker által tervezett Zonnestraal Szanatóriumnak (1925-31) köszönhető, amelyet Aalto még építése közben meglátogatott. Míg azonban Aaltónak ezek a korai funkcionalista munkái magukon hordozzák Le Corbusier, Walter Gropius és más kulcsszereplők hatását, ugyanakkor ezekben az épületekben Aalto már elkezdte kimutatni saját egyéniségét, eltávolodva a normától az organikus elemek bevezetésével.
Sven Markelius közvetítésével Aalto a Congres Internationaux d'Architecture Moderne (CIAM) tagja lett, és 1929-ben részt vett Frankfurtban a második illetve 1933-ban Athénban a negyedik kongresszuson, ahol olyanokkal kötött barátságot mint Moholy-Nagy László, Sigfried Giedion és Philip Morton Shand. Ebben az időben közelről követte a modernizmus hajtómotorjának, Le Corbusiernek a tevékenységét, és többször meglátogatta őt párizsi irodájában.
A paimiói szanatórium (1932) és a viipuri könyvtár (1935) befejezése után Aalto felkeltette a világ építészeinek figyelmét. Hírneve az Egyesült Államokban azt követően nőtt, hogy 1938-ban New Yorkban retrospektív kiállítást szerveztek a munkáiból a MOMA-ban, amelyet utána további 12 városban is bemutattak. A kiállítás jelentősége abban áll, hogy Aalto volt Le Corbusier után a második építész, akinek egyéni kiállítása volt a múzeumban. Az 1939-es világkiállításra készült finn pavilon tervét Frank Lloyd Wright "géniuszi munkának" nevezte. Sigfried Giedion modernista építészetről szóló könyvének második kiadásába (Space, Time and Architecture: The growth of a new tradition, 1949), amelyben Aalto több figyelmet kapott, mint bármely más modernista építész, beleértve Le Corbusier-t.

### Kísérletezés
Az 1930-as években Aalto valamennyi időt azzal töltött, hogy laminált fával, szobrokkal, absztrakt domborművekkel és szabálytalan hajlított alakzatokkal kísérletezett. Felhasználva ezt a tudást képes volt megoldani a fa rugalmasságával kapcsolatos technikai problémákat, de egyúttal új térbeli formákat talált ki a terveiben. Aalto korai kísérletei a fával és elfordulása a purista modernizmustól a noormarkkui Villa Mairea villa tervében öltöttek testet (1939), amely a fiatal gyáriparos pár, Harry és Maire Gullichsen luxusháza volt. A fő megbízó Maire Gullichsen volt, aki szorosan együttműködés során Alvar és Aino Aaltóval, merészségre buzdítva őket. Az eredeti terv tartalmazott egy művészeti galériát is, de ez végül nem épült meg. Az U alakú épület egy belső kertet vesz körül, amelynek központi eleme egy bab-alakú úszómedence. A medence mellett egy rusztikus stílusú szauna található, amely egyaránt utal a finn és japán előzményekre. A ház terve többfajta stílus hatását összegzi, a finn népi építészettől a purista modernizmusig, angol és japán építészet hatását is beleértve. Noha a ház nyilvánvalóan egy gazdag család számára készült, Aalto úgy vélte, hogy a kísérlet eredménye hasznos lehet a tömeges lakásépítés tervezésénél is.
Aalto hírnevének növekedése külföldi megbízásokat eredményezett. 1941-ben elfogadott egy tanári megbízást az Egyesült Államokban, a Massachusetts Institute of Technology-n. A második világháború miatt visszatért Finnországba, hogy az újjáépítési hivatalt vezesse. A háború után visszatért a MIT-re, ahol megtervezte a Baker House kollégiumot, amely 1949-ben készült el. A Charles River partján álló kollégium hullámzó formája maximális szellőzést és kilátást biztosított minden lakójának. Ez az épület volt Aalto vörös téglás korszakának első épülete. Eredetileg azért használta, hogy kihangsúlyozza az Ivy League egyetemi hagyományt, de visszatérve Finnországba Aalto több épületnél is alkalmazta, például a Helsinki műszaki Egyetem új kampuszának több épületében (1950-től), a säynätsalói városháza esetében (1952), a helsinki nyugdíjintézetnél (1954), helsinki Kultúra Házánál (1958), de saját nyaralójánál is Muuratsalóban, az úgynevezett Kísérleti Házban (1957).
Az 1950-es években Aalto belevetette magát a szobrászatba, alkotott fából, bronzból, márványból vagy vegyes anyagból. Jelentős munkája ebből a korszakból a suomussalmi csata emlékműve (1960).

### Monumentalizmus
Az 1960-as és 1970-es éveket (Aalto 1976-ban bekövetkezett haláláig) helsinki munkák fémjelezték, különösen az óriási városépítészeti terv, amely a főváros központjában a Töölöi öböl és a vasút közötti üres területet célozta, sarkán az Eliel Saarinen-féle főpályaudvarral és Nemzeti Múzeummal. Aalto egyvonalban álló, különálló márványburkolatú épületeket javasolt az öböllel szemben, amelyekben különböző kulturális intézmények kaptak volna helyet, köztük koncertterem, opera, építészeti múzeum és a Finn Akadémia Székháza. A terv kiterjed a Kamppi negyedre is egy sor magas irodaépülettel. Aalto 1961-ben mutatta be első tervét, de ez számos változáson ment át az 1960-as évek elején. Az átfogó tervnek csak két részlete valósult meg: a Finlandia-csarnok (1976) és egy irodaépület a Kamppi negyedben a helsinki áramszolgáltató cég számára (1975). Aalto Helsinki más helyein is használta a Ludwig Mies van der Rohe-féle geometrikus rácsokat, például az Enso-Gutzeit épület (1962), az Akadémiai Könyvesbolt (1962) és a SYP Bank épülete (1969) esetében.
Aalto 1976-ban bekövetkezett halála után özvegye, Elissa tovább irányította az irodát, és befejezte a már valamennyire megtervezett munkákat, köztük a jyväskyläi Városi Színházat és az esseni Operaházat. Elissa Aalto halála után az iroda Alvar Aalto Akadémia néven működik, tanácsokat ad Aalto épületeinek restaurálásához, és gondozza a hatalmas méretű hagyatékot.

## Bútortervezés

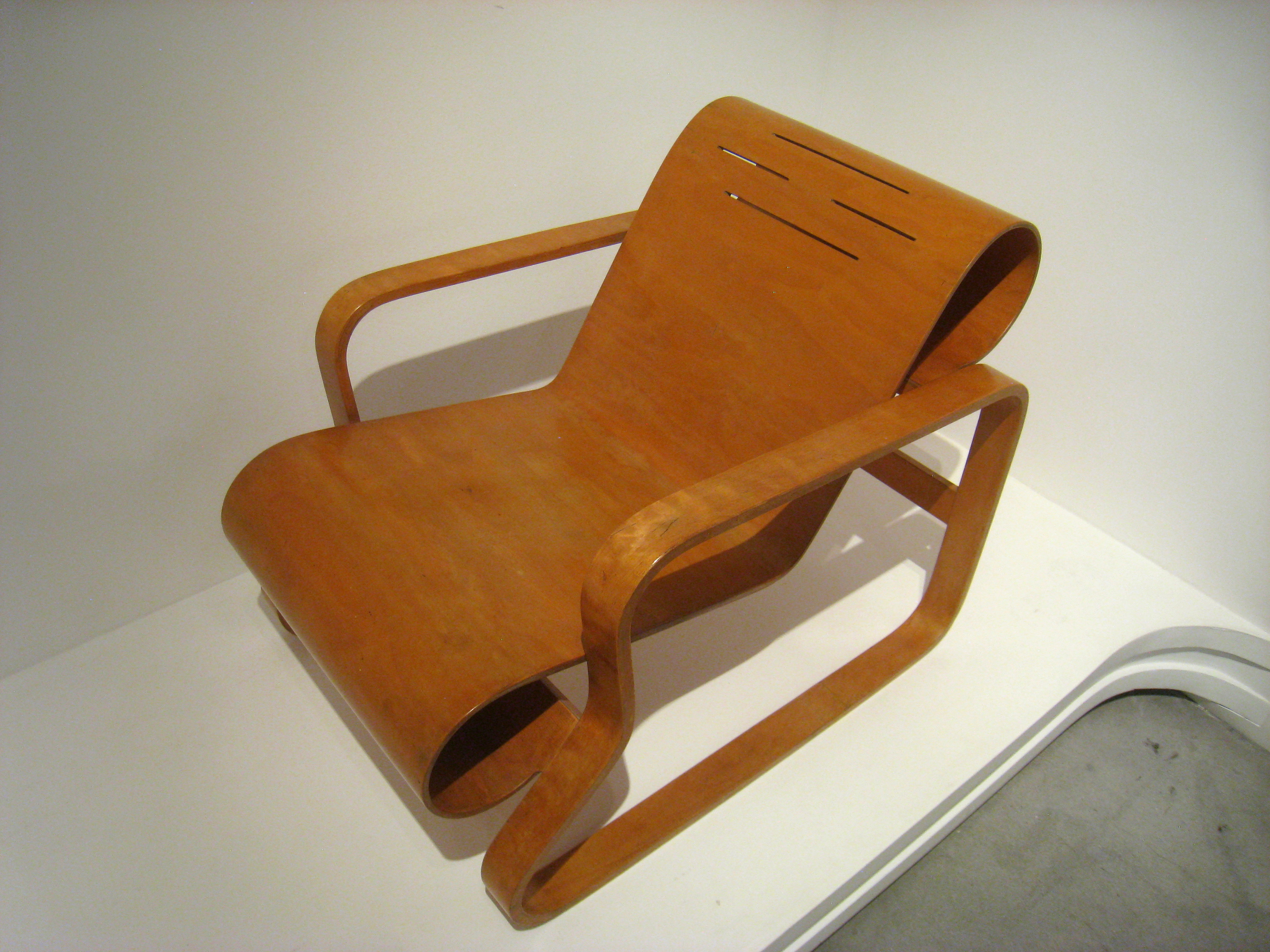
Paimio-szék

Ugyan Aalto az építészet területén vált híressé, az általa tervezett bútorok jól átgondoltak és még ma is népszerűek. Josef Hoffmannt és a Wiener Werkstättet tanulmányozta, és egy ideig Eliel Saarinen keze alatt dolgozott. A Thonet fivérek is hatottak rá. Az 1920-as évek végén és az 1930-as években Aino Aaltóval együttműködve sok energiát fordított a bútortervezésre, főleg azért, mert a paimiói szanatóriumnak sok egyedi bútordarabot és lámpát tervezett. Különösen jelentős volt a hajlított székek kikísérletezése, az úgynevezett Paimio-szék, amelyet a tuberkulózisban szenvedő betegek számára tervezett. Az Aalto házaspár, Maire Gullichsen és Nils-Gustav Hahl művészettörténész 1935-ben megalapították az Artek céget azzal a céllal, hogy Aalto termékeit árusítsa, de importált termékeket is forgalmazott.

## Értékelése
- A kifinomult modernizmus alkotója volt mind építészként, mind ipari formatervezőként.
- A funkcionalizmus időszakának egyik legjelentősebb építésze volt. Karrierjét az 1920-as években kezdte klasszikus témákkal, de már az évtized vége felé a funkcionalizmus felé mozdult. A legkorábbi példák erre a paimiói tüdőszanatórium és a viipuri könyvtár épülete.
- Aalto iskolateremtő volt a finn építészet történetében. A letisztult aaltói hagyományokat legtovább a Helsinki Műegyetem Építészkara őrizte.
- Aalto az építészeten kívül kimagasló eredményeket ért el az iparművészet területén is; bútor-, világítás- és üvegtervei elismerést vívtak ki világszerte.

## Főbb épületei

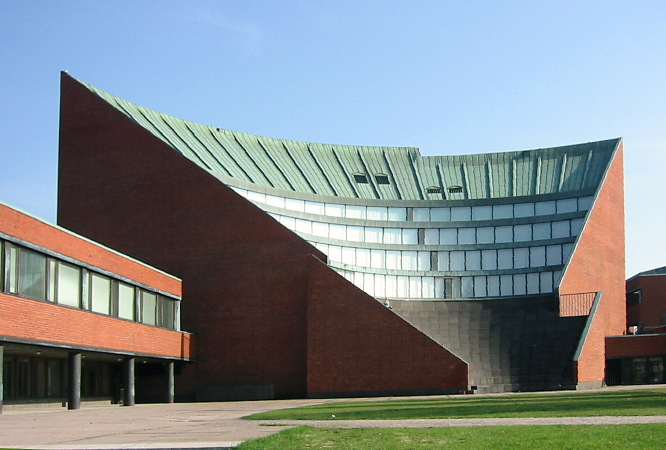
Helsinki Műegyetem auditóriuma

Közel 200 épülettervének mintegy fele megvalósult.
- 1921–1923: Kauhajärvi templom harangtornya, Lapua, Finnország
- 1924–1928: Városi kórház, Alajärvi, Finnország
- 1926–1929: Véderő épülete, Jyväskylä, Finnország
- 1927-1928: Délnyugat-Finnországi Mezőgazdasági Szövetkezet épülete, Turku, Finnország
- 1927–1935: Városi könyvtár, Viipuri, Finnország (ma Viborg, Oroszország[19]
- 1928–1929, 1930: Turun Sanomat újság irodái, Turku, Finnország[20]
- 1929–1933: Tüdőszanatórium, Paimio, Finnország
- 1931: Toppila papírgyár, Oulu, Finnország
- 1931: Központi Egyetemi Kórház, Zágráb, Horvátország
- 1932: Villa Tammekann, Tartu, Észtország
- 1934: Corso Színház, belső vendéglő, Zürich, Svájc
- 1936–1939: Ahlstrom Sunila gyár, lakóépületek és várostervezés, Kotka[21]
- 1938–1939: Villa Mairea, Noormarkku, Finnország
- 1947–1948: Baker House, Massachusetts Institute of Technology, Cambridge, Massachusetts, USA[16]
- 1949–1966: Helsinki mŰszaki Egyetem, Espoo, Finnország
- 1950–1952: Faluközpont, Säynätsalo, Finnország
- 1950–1957: Nemzeti Nyugdíjintézet irodaépülete, Helsinki, Finnország
- 1951–1971: Jyväskyläi Egyetem épületei, ,Jyväskylä, Finnország
- 1955–1958: A kultúra háza, Helsinki, Finnország
- 1955–1957: Interbau sávház, Berlin
- 1956–1958: Három kereszt temploma, Vuoksenniska, Imatra, Finnország[22]
- 1957–1967: Városközpont, városi könyvtár és Lakeuden Risti templom, Seinäjoki, Finnország
- 1958: Postahivatal, Bagdad, Irak[23]
- 1958–1972: Modern Művészetek Múzeuma, Aalborg, Dánia
- 1959–1962: Művelődési központ, Wolfsburg, Németország
- 1962: Otaniemi Műszaki Egyetem, Finnország
- 1959–1962: Enso-Gutzeit székhely, Helsinki, Finnország
- 1962: Aalto-toronyház, Bréma, Németország
- 1964–1965: Nemzetközi Nevelési Intézet, New York City[16]
- 1965: Lappföldi regionális könyvtár, Rovaniemi, Finnország
- 1962–1971: Finlandia palota (Finlandia Hall), Helsinki, Finnország
- 1963–1965: Västmanland-Dala nation épülete, Uppsala, Svédország
- 1967–1970: Mount Angel apátság könyvtára, St. Benedict, Salem, Oregon, USA[16]
- 1965–1968: Nordic House, Reykjavík, Izland
- 1966 (épült 1975-1978): Santa Maria Assunta-templom, Riola, Vergato, Olaszország
- 1973: Alvar Aalto Múzeum, Jyväskylä, Finnország
- 1970-1973: Sähkötalo, Helsinki, Finnország
- 1959–1988: Esseni Operaház, Essen, Németország

## Képgaléria

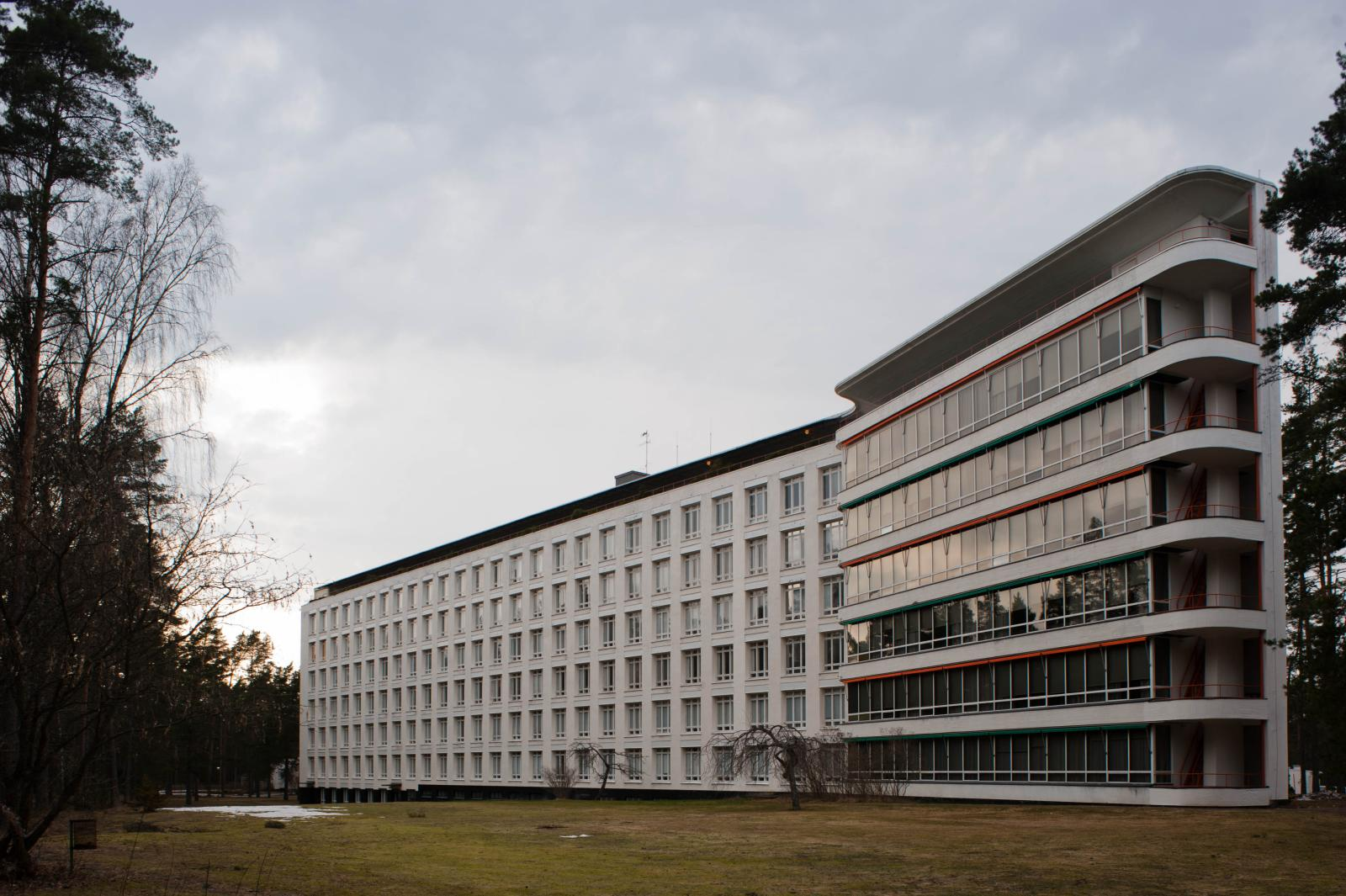
Tüdőszanatórium, Paimio, 1929–33
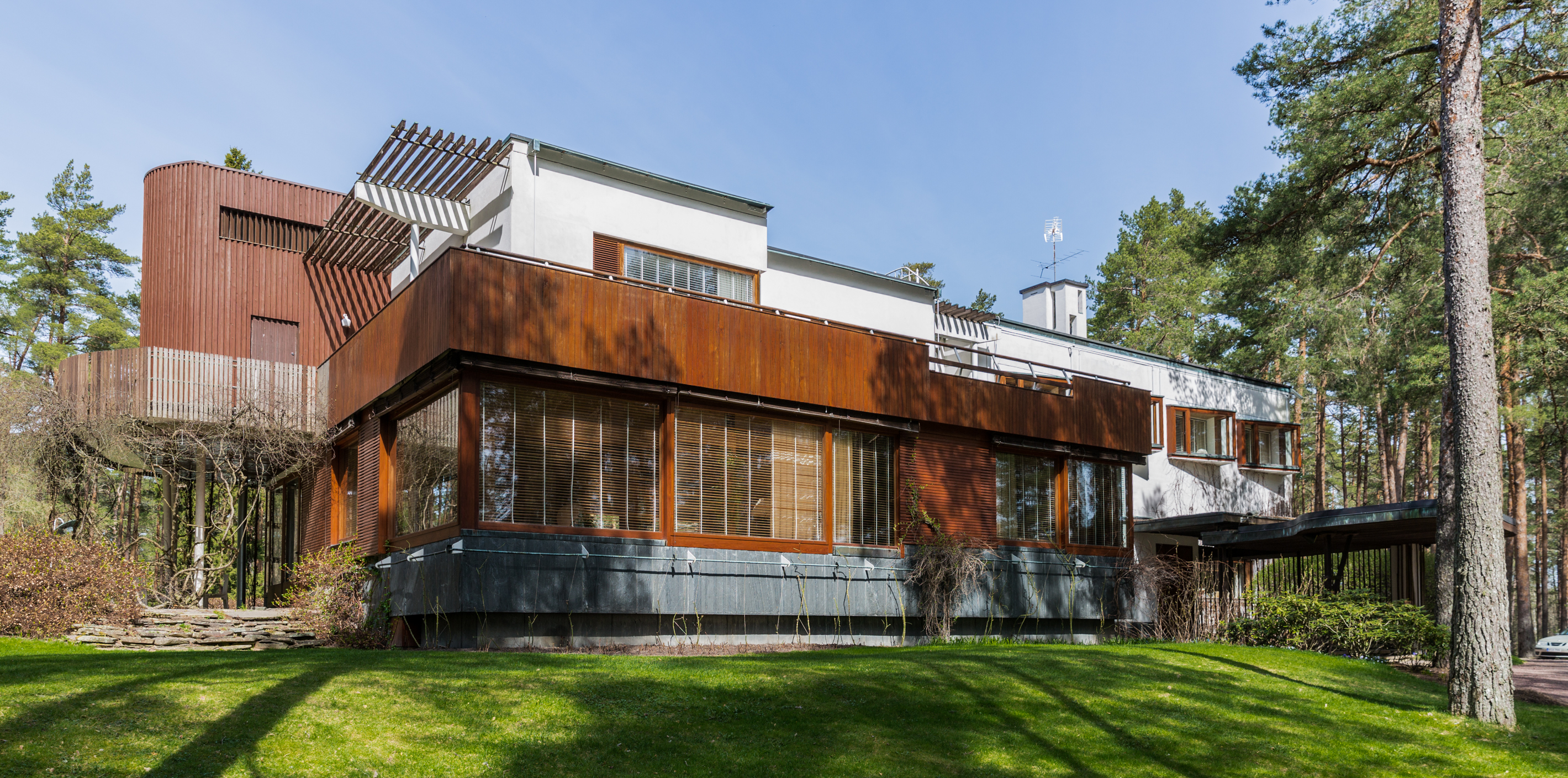
Villa Mairea, Noormarkku, 1938–39
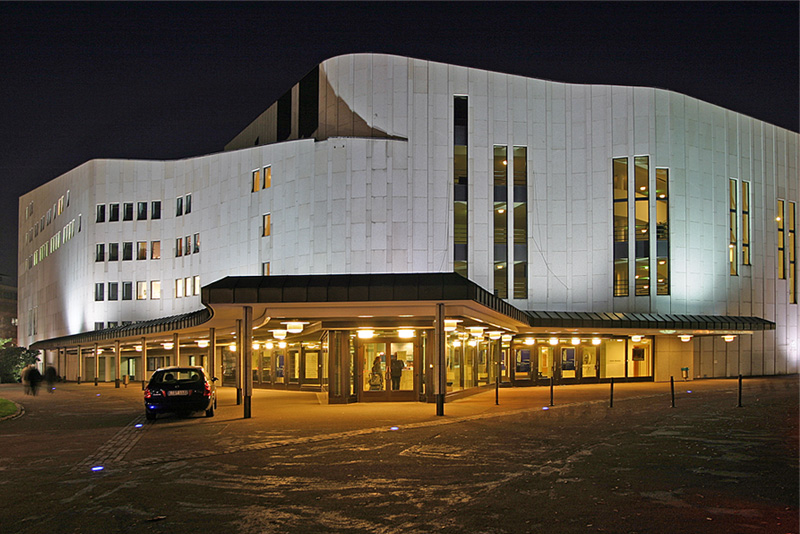
Esseni Operaház, Németország, 1959–88
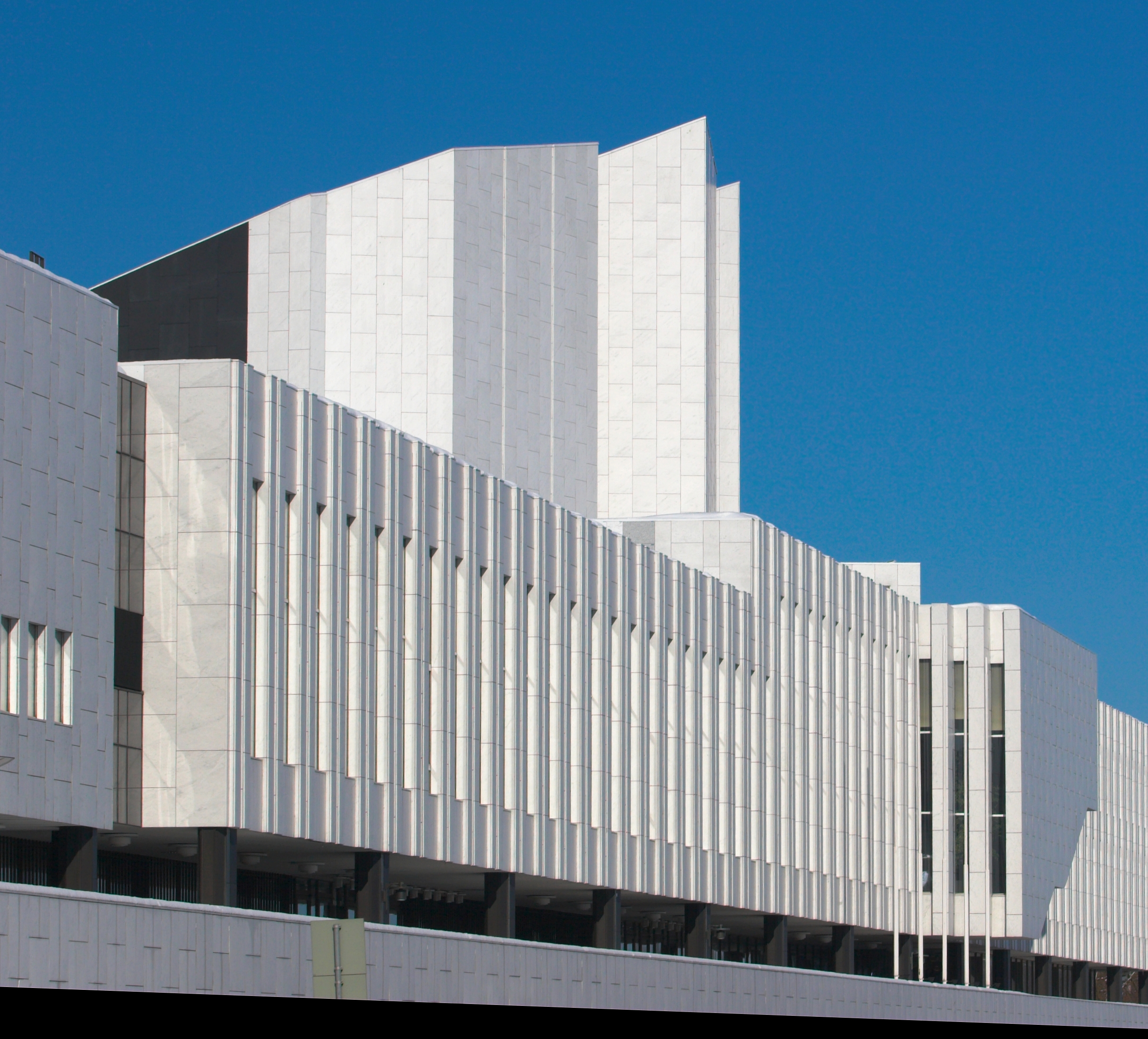
Finlandia palota, Helsinki, 1962–71